# Augochloropsis cupreola
Augochloropsis cupreola är en biart som först beskrevs av Cockerell 1900.  Augochloropsis cupreola ingår i släktet Augochloropsis och familjen vägbin. Inga underarter finns listade.